# Gurley
Gurley – wieś w Stanach Zjednoczonych, w stanie Nebraska, w hrabstwie Cheyenne.